# الشارق في تاريخ وجغرافية بلاد بارق
الشارق في تاريخ وجغرافية بلاد بارق، كتاب من تاليف محمود بن محمد ال شبيلي، يتحدث عن منطقة بارق الواقعة في منطقة تهامة عسير إلى الشمال من ابها بحوالي 120كم وقد تحدث المؤلف في هذا الكتاب عن منطقة بارق من الناحية التاريخية والجغرافية فتحدث عن اعلامها في الماضي والحاضر وتحدث عما كتبة الباحثين عن هذه المنطقة كما تحدث عن جبال المنطقة واوديتها والناحية المناخية والاقتصادية كما ذكر فيه المهن التي عمل بها السكان ومنها الزراعة والرعي والتجارة وتحدث عن الناحية الاجتماعية فتكلم عن عادات المنطقة في الافراح والزواج والختان وعادات الكرم والاستقبال والأعياد واكرام الضيف وغيرها من العادات السائدة في بارق كما تكلم عن اعلام المنطقة في الشعر في الماضي والحاضر والعلوم المختلفة التي برع فيها سكان المنطقة.